# جويل جونسون (سياسي)
جويل جونسون (بالإنجليزية: Joel Johnson)‏ هو سياسي أمريكي، ولد في 9 يوليو 1958 في ساغيناو في الولايات المتحدة. حزبياً، نشط في الحزب الجمهوري. وقد انتخب عضو مجلس نواب ميشيغان ‏.